# La estanquera de Vallecas
La estanquera de Vallecas és una pel·lícula espanyola de 1987 dirigida per Eloy de la Iglesia. Basada en l'obra teatral homònima de José Luis Alonso de Santos es tracta d'una de les pel·lícules més populars i recordades del director basc.

## Sinopsi
Leandro (José Luis Gómez), un paleta en atur, i Tocho (José Luis Manzano), un xaval amic seu, entren en un estanc del barri madrileny de Vallecas amb intenció de perpetrar un atracament sense tenir els coneixements, experiència ni perícia adequada. La inesperada reacció de la senyora Justa (Emma Penella), propietària de l'estanc, que es troba a l'interior al costat de la seva neboda Ángeles (Maribel Verdú) frustra l'atracament. Els veïns del barri, en l'exterior, en adonar-se del que succeeix criden i amenacen als assaltants als qui no els queda més remei que atracar la porta del local. Alertada pels veïns arriba la policia i, després de desallotjar la plaça, aquesta pren posicions tot esperant esdeveniments. A l'interior de l'estanc l'enfrontament entre els dos amics i els seus "ostatges", la estanquera i la seva neboda, va relaxant-se. Una incipient simpatia sorgeix entre ells mentre en l'exterior la tensió va en augment.

## Repartiment
- José Luis Gómez - Leandro
- José Luis Manzano - Tocho
- Emma Penella - Doña Justa
- Maribel Verdú - Ángeles
- Fernando Guillén - Maldonado
- Jesús Puente - El Comissari
- Antonio Gamero - El Sergent
- Antonio Iranzo - Don Julián
- Tina Sainz - Cunyada
- José Luis Fernández "Pirri" - Veí jove al balcó
- Simón Andreu - Governador

## Banda Sonora
La pel·lícula inclou el passodoble Suspiros de españa interpretat per Lolita Sevilla i el tema Vallecas compost per l'actor i músic Patxi Andion.